# Neuvy-Saint-Sépulchre
Neuvy-Saint-Sépulchre település Franciaországban, Indre megyében. Lakosainak száma 1657 fő (2022. január 1.). Neuvy-Saint-Sépulchre Buxières-d’Aillac, Fougerolles, Gournay, Lys-Saint-Georges, Mouhers, Saint-Denis-de-Jouhet és Tranzault községekkel határos.

## Népesség
A település népességének változása:
| Lakosok száma | 1804 | 1819 | 1722 | 1639 | 1664 | 1660 | 1653 | 1652 | 1651 | 1657 |
|               | 1968 | 1982 | 1990 | 2006 | 2013 | 2015 | 2017 | 2019 | 2020 | 2022 |